# Pleuroprucha calidata
Pleuroprucha calidata là một loài bướm đêm trong họ Geometridae.